# Trupanea unimaculosa
Trupanea unimaculosa är en tvåvingeart som först beskrevs av Erich Martin Hering 1941.  Trupanea unimaculosa ingår i släktet Trupanea och familjen borrflugor.
Artens utbredningsområde är Peru. Inga underarter finns listade i Catalogue of Life.